# Friedrichsholm
Friedrichsholm (dänisch: Frederiksholm) ist eine Gemeinde im Kreis Rendsburg-Eckernförde in Schleswig-Holstein.

## Geographie

### Geographische Lage
Das Gebiet der Gemeinde Friedrichsholm erstreckt sich im Quadranten zwischen dem Flusslauf Sorge im Westen und der Rinne im Süden nahe deren Mündung westlich von der Stadt Rendsburg im  Bereich der Eider-Treene-Niederung (naturräumliche Haupteinheit Nr. 692), eine der schleswig-holsteinischen Geestgebiete.

### Ortsteile
Die Gemeinde umfasst siedlungsgeographisch neben dem namenstiftenden Dorf Friedrichsholm auch die (kleinere) Häusergruppe Pöttcherei als weiteren benannten Wohnplatz.

### Nachbargemeinden
An Friedrichsholm grenzen unmittelbar die Gemeindegebiete von:
| Christiansholm                         |                                             | Königshügel |
| Meggerdorf (Kreis Schleswig-Flensburg) | Kompassrose, die auf Nachbargemeinden zeigt |             |
|                                        |                                             | Hohn        |

## Geschichte
Der Ort wurde 1761 im Rahmen der Geestkolonisation durch den Arzt Johann Gottfried Erichsen gegründet und nach dem dänischen König Friedrich V. benannt. Das nördlich benachbarte Christiansholm, etwa zur selben Zeit entstanden, trägt den Namen nach Friedrichs Sohn Christian VII., dem damaligen Kronprinzen.
Mitte des 19. Jahrhunderts entstanden eine Glasfabrik und eine Ziegelei, die die Torfvorkommen als Brennmaterial nutzten. Beide Betriebe wurden jedoch schon vor dem Zweiten Weltkrieg wieder aufgegeben.

## Politik

### Gemeindevertretung
Bei der Kommunalwahl am 14. Mai 2023 wurden insgesamt neun Sitze vergeben. Diese fielen alle an die Allgemeine Kommunale Wählergemeinschaft Friedrichsholm. Die Wahlbeteiligung betrug 52,2 %.

### Wappen
Blasonierung: „In Gold über einem grünen Hügel eine grüne Königskrone, beiderseits begleitet von einem grünen Torfmesser. Der grüne Hügel ist belegt mit einem Mauerteil bestehend aus 14 goldenen Ziegeln 2 : 3 : 4 : 3 : 2.“

## Wirtschaft
Das Gemeindegebiet ist überwiegend landwirtschaftlich geprägt.